# Hirvensalmi
Hirvensalmi [ˈhirʋenˌsɑlmi] ist eine Gemeinde in Südostfinnland. Sie liegt westlich der Stadt Mikkeli inmitten der finnischen Seenplatte südlich des Puulavesi-Sees.
Hirvensami wurde als Kirchengemeinde 1851, als politische Gemeinde 1868 von Mikkeli selbständig. Neben dem Kirchdorf Hirvensallmi umfasst sie die Orte Hirvenlahti, Hurrila, Hämeenmäki, Kekkola, Kilkki, Kotkatvesi, Kuitula, Lahnaniemi, Lelkola, Malvaniemi, Merrasmäki, Monikkala, Parkkola, Puukonsaari, Pyörnilä (Björnilä), Pääskynsaari, Pöyry, Ripatti, Suonsalmi, Syväsmäki, Vahvamäki, Vahvaselkä, Väisälä.
Die Pfarrkirche von Hirvensalmi ist ein 1915 nach Plänen von Josef Stenbäck erbauter Granitbau im Stil der finnischen Nationalromantik.
In Pääskyniemi steht das Futuro Nr. 001, das abgesehen von dem Prototyp erste gebaute Futuro. Es handelt sich um ein vorfabriziertes Plastikhaus von 1968, welches vom finnischen Architekten Matti Suuronen entworfen wurde.

## Wappen
Beschreibung des Wappens: „Im goldenen Schild  ein schwarzer Elch mit roten Hufen“.

## Persönlichkeiten
- Ahti Karjalainen (1923–1990), Politiker und Ministerpräsident

## Einzelnachweise

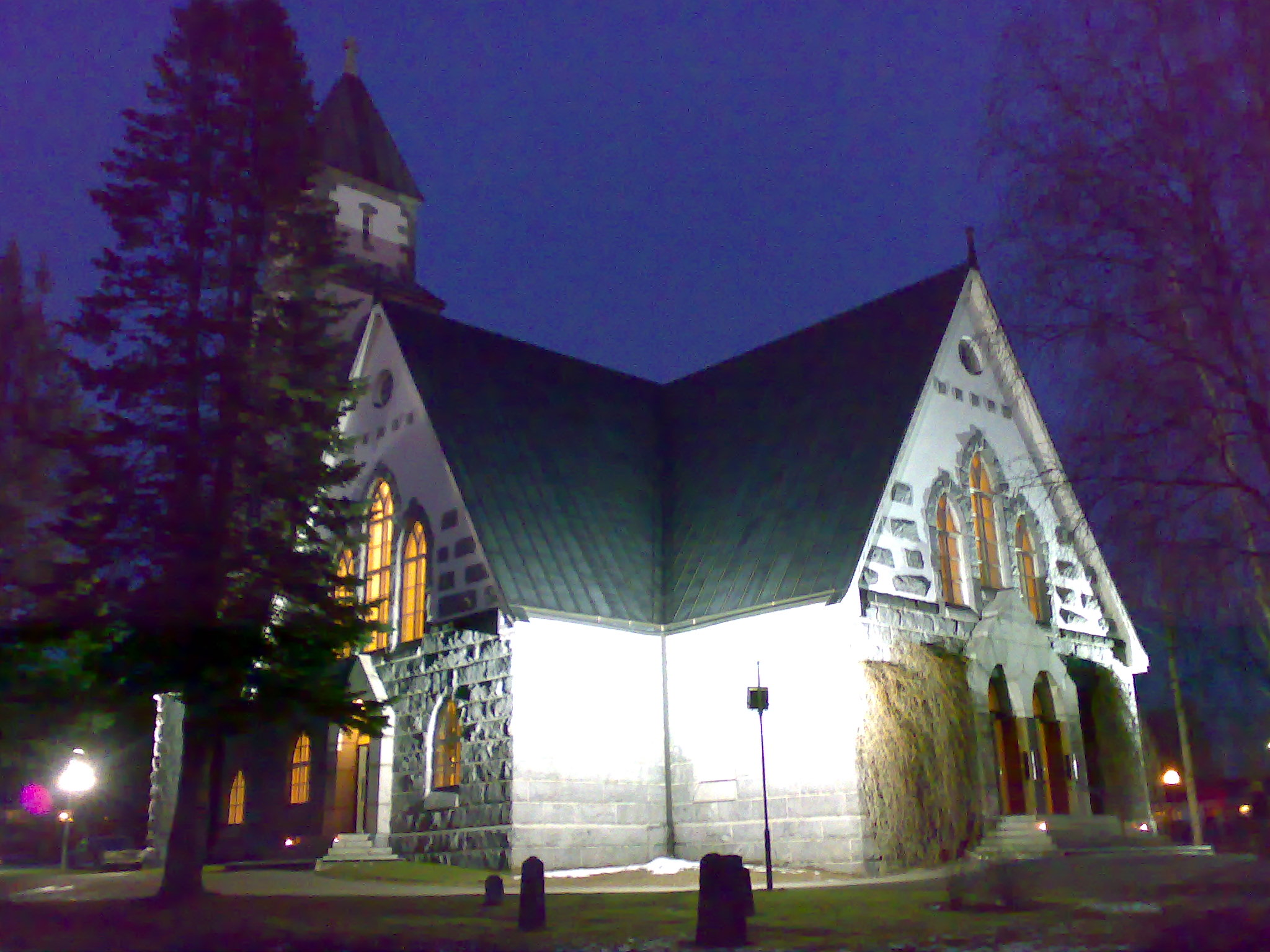
Kirche von Hirvensalmi